# Palacete Veridiana da Silva Prado
O Palacete Veridiana da Silva Prado é um palacete em estilo francês localizado na Avenida Higienópolis nº 18, construído entre os anos de 1883 e 1884, na chácara que Dona Veridiana comprara em 1879 e batizara como "Vila Maria", nome dado em homenagem à sua dama de companhia Maria das Dores.
É um remanescente das antigas residências da aristocracia do café, do tempo do esplendor dos saraus cultos e da sociabilidade reclusa da sociedade paulista. O palacete presenciou grandes reuniões intelectuais, de cientistas como Orville Derby e Loefgreen, além dos médicos Domingos José Nogueira Jaguaribe, Cesário Motta Júnior e Diogo de Faria. Além disso, em 1887, recebeu a visita de D. Pedro II em sua última visita à São Paulo.
Dona Veridiana franqueava os jardins do palacete aos moradores do bairro, como contam em suas memórias diversos contemporâneos  como Laura Oliveira Rodrigo Octávio e Candido Motta Filho.
Nos terrenos da Vila Maria foram plantadas algumas das primeiras videiras de uvas finas em São Paulo.
O palacete possuía equipamentos muito modernos para a época, como um aparelho telefônico, instalado em 1884.[carece de fontes?]
O palacete foi tombado em 2001 pelo Conselho do Patrimônio Histórico, Cultural e Ambiental da cidade de São Paulo, o Conpresp, e conta com 3.500 metros quadrados de área construída e 5.000 metros de jardins, com lagos de carpas e fontes. O tombamento também contemplou as obras de arte incorporadas ao imóvel, como a pintura "Aurora" de autoria de Almeida Júnior e a escultura em mármore "Diana", de Victor Brecheret.
Pertenceu ao Clube São Paulo (conhecido como banqueiros por ter a maior parte de seus sócios neste ramo). O clube era inspirado no estilo londrino, local de reuniões de homens interessados em conversar e beber uísque em confortáveis poltronas de couro. Foi incorporado pelo Iate Clube de Santos e desde 2008, o palacete pertence a eles e também é usado para eventos.

## Construção
A planta assim como parte do material empregado em sua construção feita para servir de moradia de Veridiana da Silva Prado veio da Europa, tudo a cargo de Luiz Liberal Pinto. Em 1885 Veridiana da Silva Prado se muda para a casa que, de tão chamativa, foi descrita em novembro de 1884 pela princesa Isabel: "A propriedade de D. Veridiana, lindíssima; casa à francesa, exterior e interior muitíssimo bonitos, de muito bom gosto.(...) Os jardins tem gramados dignos da Inglaterra, a casa domina tudo, há um lagozinho (sic), plantações de rosas e cravos, lindos. Vim de lá encantada."
Apesar do uso de materiais mais sofisticados, a construção manteve as características do sistema de chácaras semiurbanas do século anterior: jardim com bosque, pomar, horta e criação de animais, casa do porteiro, edícula com quarto de empregados, cocheiras, estufas e proximidade com o núcleo urbano. Possuía três andares mais o subsolo:
- subsolo: ficavam a cozinha e a adega e provavelmente, a copa de empregados;
- térreo: copa, sala de armas, sala de jantar, sala de visitas, gabinete, grande salão de recepções, vestíbulo, biblioteca;
- primeiro andar: vestíbulo, quarto da torre, quarto de toilette, salão de visitas e jardim de inverno;
- segundo andar: vestíbulo, quarto da governanta, da criada, da costureira e dormitório.

No que diz respeito aos dormitórios da casa, existem poucas informações.
Os jardins foram desenhados pelo paisagista francês Glaziou.
Em um dos vitrais, pode-se ver o timbre do Clube São Paulo, o brasão "Leão dos Ramalhos"  de autoria de Guilherme de Almeida.